# 聖家主教座堂 (安克拉治)

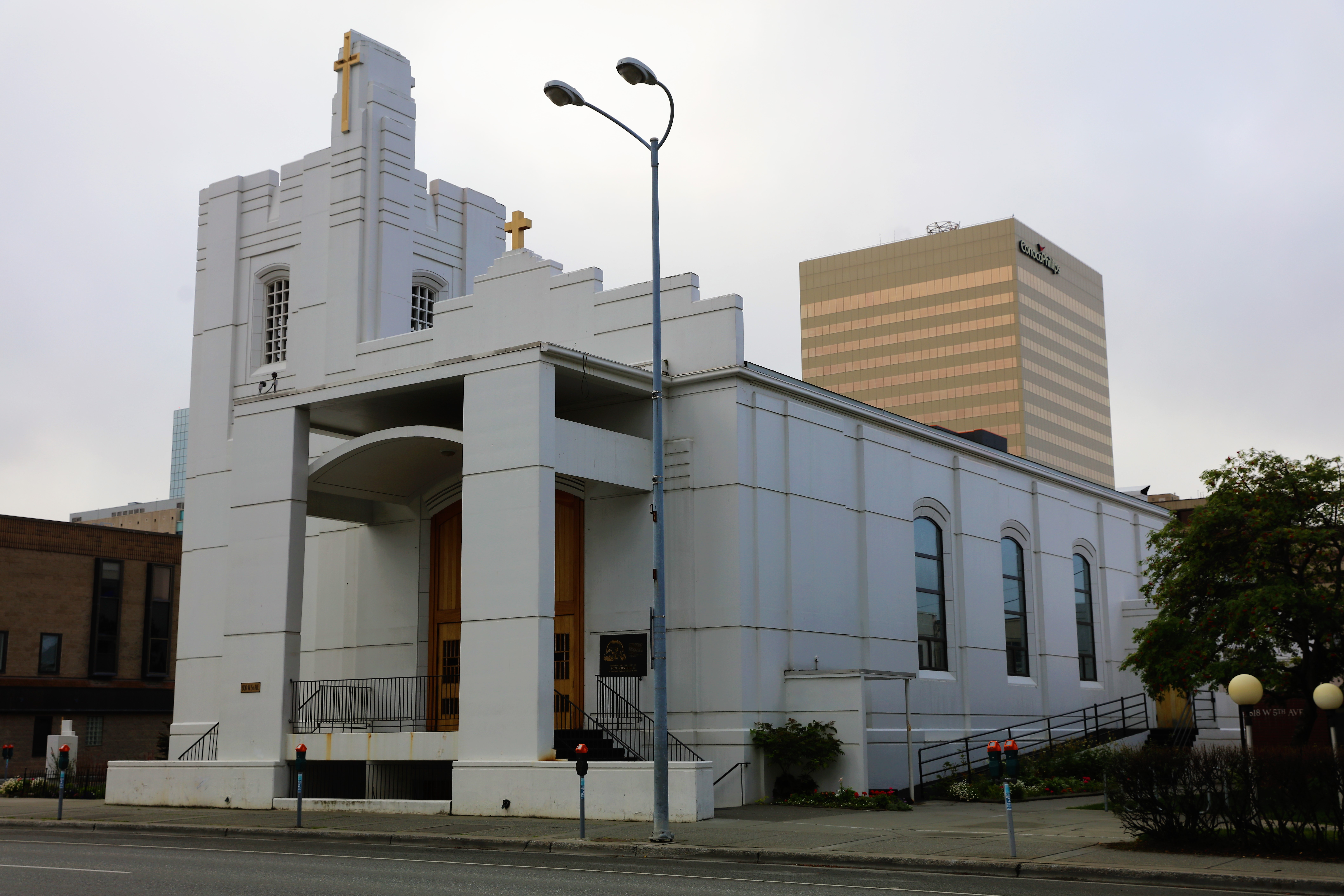
聖家主教座堂

聖家主教座堂（英語：Holy Family Cathedral）是美國的一座天主教的主教座堂，位於阿拉斯加州安克拉治，也是天主教安克雷奇總教區的主教座堂。聖家主教座堂和安克拉治同年建立，也是安克拉治首座竣工的教堂建築。